# أزمة جزيرة ليلى
أزمة جزيرة ليلى هي أزمة حصلت بين كل من المغرب وإسبانيا حول ملكية جزيرة تورة وقد تحولت الأزمة في وقت لاحق إلى تدخل عسكري اسباني  بدأ منذ 11 يوليو ثم انتهى في 20 يوليو من العام 2002.
وقع الحادث في الجزيرة الصغيرة والغير مأهولة بالسكان جزيرة تورة (تُعرف في المصادر العربية باسم جزيرة ليلى) عندما قام جنود من فرقة تابعة لحرس الحدود المغربي بدخول الجزيرة كالمعتاد  ؛ الأمر الذي اعتبرته الحكومة الإسبانية المتطرفة احتلالا لمنطقة تابعة لها.

## الخلفية

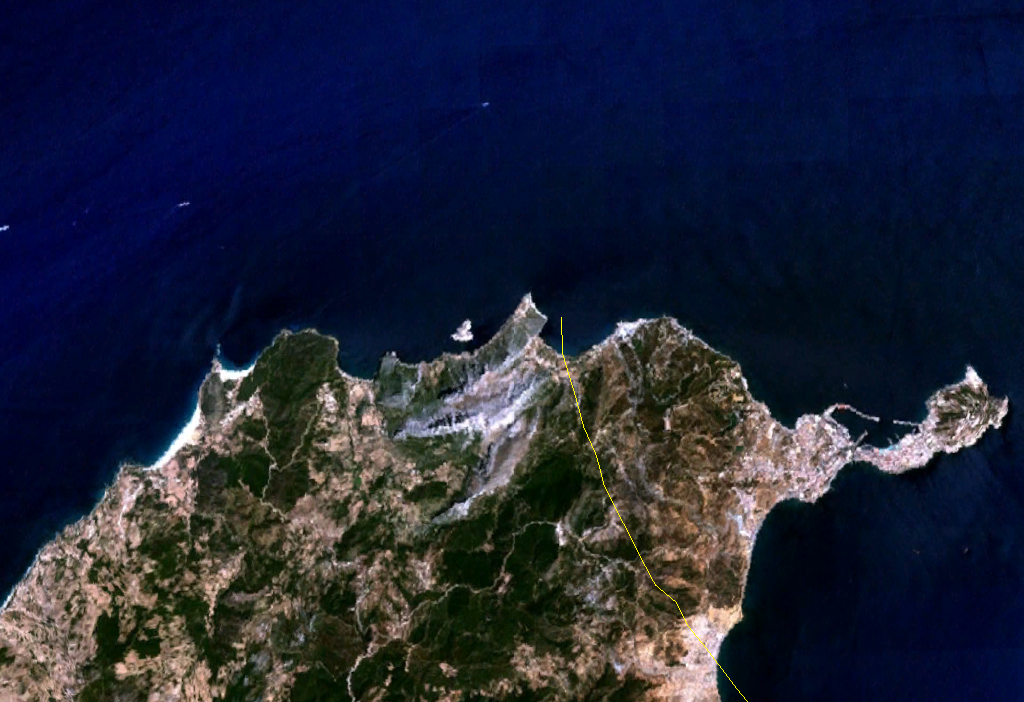
جزيرة بيرجيل في شمال أفريقيا

جزيرة تورة (تُعرف باسم جزيرة برجيل في الإسبانية وجزيرة ليلى في اللغة العربية) هي جزيرة صخرية صغيرة تقع تحت السيادة الإسبانية ولا يتجاوز حجمها حجم 15 ملعبا لكرة القدم، حيث تقع على بعد 250 متر (270 يارد) من المغرب وعلى بعد 8 كيلومتر (5.0 ميل) من المدينة المغربية المحتلة من طرف إسبانيا منذ القرن السادس عشر سبتة التي تقع هي الأخرى على الحدود مع المغرب كما تبعد بحوالي 13.5 كيلومتر (8.4 ميل) من البر الرئيسي في إسبانيا.
الجزيرة غير مأهولة بالسكان، ولا تُستعمل في شيء كما أنه من النادر أن يتواجد فيها بشر باستثناء بعض الرعاة المغاربة الذين يظهرون بين الفينة والأخرى والذين عادة ما لا يستقرون بل مجرد عابري سبيل من تلك المنطقة لا غير.

## الاستيلاء المغربي
ارتفعت حدة التوترات بين إسبانيا والمغرب في 11 يوليو 2002 عندما هبط 12 من الجنود المغاربة على الجزيرة وكانوا مجهزين بأسلحة الخفيفة وأجهزة راديو والعديد من الخيام. ثم قام الجنود برفع العلم المغربي وأقاموا معسكرهم التدريبي هناك الأمر الذي استفز مملكة إسبانيا بعدما ضبط الحرس المدني الإسباني والمسؤول عن خفر السواحل في إسبانيا الجنود المغاربة وهم يعيشون في الجزيرة بكل حرية وعلم المغرب يُرفرف فيها الأمر الذي جعلهم يُفكرون في احتمالية أن القوات المغربية سيطرت عليها فعلا دون علم جارتها الشمالية.
قرر ضباط إسبان النزول واقتحام الجزيرة قصد التحقيق في المسألة، لكنهم تفاجئوا بردة فعل الجنود المغاربة الذين هاجمهون مُستخدمين في ذلك عتادهم الخفيف وأجبروا باقي القوات الإسبانية على العودة إلى قواربهم ومن ثم العودة إلى الساحل الذي أتوا منه.
ادعى المغرب أنه قام بالسيطرة على الجزيرة من أجل مراقبة الهجرة غير الشرعية، ومحاربة تجار المخدرات والمهربين الذين يستخدمون الجزيرة اللوجستية كمنصة. إلا أن إسبانيا احتجت على ما حصل وطالبت القوات المغربية بالانسحاب والعودة إلى ما كان عليه الوضع من قبل؛ طلبات إسبانيا لم تمنع الجنود المغاربة من مواصلة ما كانوا يقومون به حيث التحق بالجزيرة فريق بحرية مغربي مكون من طاقم يضم ست أفراد وقام ببناء قاعدة ثابتة في الجزيرة، وهذا ما سبب المزيد من الاحتجاجات من إسبانيا، وفي الوقت ذاته كان المغرب يواصل سيطرته الفعلية على المنطقة وذلك بعدما نشر دورية تابعة له وزورق حربي فيها، ثم انتظر صافرة البداية حتى يبدأ في تنفيذ مناوارته بالقرب من جزر إشفارن، لكن هذه المرة إسبانيا ردت وبعنف حيث نشرت فرقاطة وثلاثة طرادات في المحيط كما أرسلت غواصة إلى سبتة ومليلية ثم أرسلت ثلاثة زوارق دورية وحربية استقرت بالقرب من جزيرة ليلى وتمركزت مباشرة قبالة المعسكر المغربي، كما أرسلت تعزيزات قصد عزل البؤر الإسبانية الاستيطانية في المنطقة وذلك بهدف تجنيبها الاستهداف في حالة ما اندلع نزاع مسلح حقيقي مع الجنود المغاربة.
حذر رئيس الوزراء الاسباني خوسيه ماريا أثنار المغرب من تصرفاته وطلب منه العودة لما كان عليه في السابق مؤكدا على أن إسبانيا لن تقبل بسياسة فرض الأمر الواقع.

## عملية روميو-سييرا
في صباح يوم 18 يوليو 2002، أطلقت إسبانيا عملية روميو-سييرا والتي تهدف لإزالة الجنود المغاربة من المنطقة. تم تنفيذ العملية من قبل وحدة القوات الخاصة الإسبانية (بالإسبانية: Grupo de Operaciones Especiales) حيث اعتمدت على أربعة يوروكوبتر إيه إس 532 وعدة طائرات مروحية أقلعت من قادس وهبطت مباشرة على الجزيرة. تم تنسيق كامل العملية من قبل البحرية الإسبانية التي تمركز بعض من ظباطها في سفينة الإنزال كاستيلا على محطة في مضيق جبل طارق، كما نشرت القوات الجوية الإسبانية مقاتلات من طراز إف/إيه-18 هورنت وداسو ميراج إف1 وذلك بهدف توفير غطاء جوي للمقاتلين والمشاة، ولم تكتف بهذا بل دعمت صفوفها من خلال نشر زوارق دورية وحربية من طراز إزارو؛ في المقابل نشر المغرب زوارقه الحربية على حدود الجزيرة ومنع القوات الإسبانية من دخولها، لكن هذا المنع لم يدم طويلا حيث سرعان ما تلاشى بعد تحليق الطيران الإسباني الذي أجبر القوات المسلحة المغربية والقوات المساعدة ووزارة الداخلية على عدم أبداء أي مقاومة، وفي غضون دقائق تمكنت قوات إسبانيا من أسر ست جنود مغاربة واستعادة السيطرة على الجزيرة بالكامل. تم نقل الأسرى بواسطة مروحية إلى مقر الحرس المدني في سبتة، ثم نقلوا بعد ذلك إلى الحدود المغربية. وخلال نفس اليوم؛ تم استبدال وحدة الكوماندوز بجنود الفيلق الإسباني حتى لا يتكرر نفس السيناريو في فترة قادمة.

## بعد العملية
بقي فيلق القوات الإسبانية في الجزيرة بالرغم من انتهاء العملية بشكل كامل، وقد تدخلت الولايات المتحدة بوساطة من أجل حل الأزمة وعاد الوضع في نهاية المطاف إلى ما كان عليه من قبل غزو القوات المغربية للجزيرة، ثم سحبت إسبانيا جميع قواتها من الجزيرة التي وبالرغم من عدم أهليتها يرغب الجانبين في الحصول عليها نظرا لأهمية موقعها الاستراتيجي.
أجرت بي بي سي نيوز مقابلات مع مواطنين إسبان في مدريد بعد هذه الواقعة؛ وصرح معظمهم بأنهم يؤيدون توغل قوات إسبانيا في الجزيرة ولا يرغبون في تركها للمغرب، أما المعارض السياسي غاسبار ليامازاريس المنتمي لحزب اليسار (الحزب الشيوعي سابقا) فقد قال أن إسبانيا يجب أن لا تقع في "فخ الاستفزاز"، حتى تُحافظ على صورتها القوية في شمال أفريقيا.